# Emboscada de La Carpa
La Emboscada de La Carpa  fue un ataque perpetrado por el Bloque Oriental de las Fuerzas Armadas Revolucionarias de Colombia - Ejército del Pueblo (FARC-EP) el 6 de septiembre de 1996,  contra una patrulla contraguerrilla del Ejército Nacional en zona rural de San José del Guaviare, Guaviare. El golpe de mano de los subversivos hizo parte de una vasta ofensiva nacional emprendida una semana antes,a finales del mes de agosto, que dejó al menos 80 muertos en las filas del gobierno. Como resultado del ataque perdieron la vida 3 suboficiales y 21 soldados profesionales, algunos de ellos rematados por perros amaestrados.

## La emboscada

### Antecedentes
La Carpa es una vereda que está dentro de la jurisdicción de San José del Guaviare. El lugar se encuentra ubicado a orillas del río Guayabero a dos horas en lancha de la capital departamental (40 km de distancia). El caserío donde se produjo el ataque es parte de una región donde existían grandes extensiones de cultivos de coca - unas 20 mil hectáreas en 1996. 
Los meses y semanas previas al ataque algunas regiones del Guaviare así como de Caquetá y Putumayo, habían sido escenario de amplias protestas contra las operaciones de destrucción de cultivos ilícitos emprendidas por el Ejército Nacional desde mediados de 1995. Por añadidura una semana antes,  desde el viernes 30 de agosto los diferentes frentes de las FARC-EP habían lanzado a lo largo de 17 departamentos de la geografía nacional, una serie de asaltos, emboscadas y atentados contra la infraestructura estratégica que hacían parte de una amplia ofensiva nacional. El golpe más certero lo había asestado el Bloque sur de las FARC-EP en la Toma de la base militar de Las Delicias (Putumayo): allí murieron 27 militares y 60 más habían sido secuestrados.
Los primeros indicios de presencia rebelde en lugar del ataque se dieron el jueves 5 de septiembre cuando cerca de 250 guerrilleros de los Frentes 7, 44 y de la compañía móvil Juan José Rondón del Bloque Oriental de las FARC-EP, llegaron al caserío e intimidaron a los 50 campesinos que vivían en la vereda. Varios de los civiles sufrieron heridas con arma blanca (con machete) al ser requeridos por los insurrectos.  A 5 kilómetros de allí, una compañía de 48 soldados profesionales del Batallón de contraguerrilla número 18 Cimarrones, adscrita a la Brigada Móvil No. 2, se hallaba en labores de control e inspección de área. Al enterarse del hostigamiento a La Carpa, el comandante de la brigada general Carlos Alberto Ospina,  que estaba en Bogotá, dio la orden a su comando de desplazar una sección de tropa al caserío. Lógicamente la patrulla que se hallaba más cercana al lugar de la incursión fue enviada a verificar los hechos.
En la madrugada del viernes 6 de septiembre, los 48 soldados de la compañía amperio llegaron a La Carpa en momentos en que el frente guerrillero aún acechaba la zona. A pesar de las advertencias de algunos pobladores del caserío, el comandante de la patrulla decidió permanecer en el lugar.

### Ataque
A las 6 de la mañana de ese día, los guerrilleros comenzaron el asalto sobre los elementos de la compañía, que se hallaba apostada en el sitio conocido como Caño Caribe y distribuida en dos secciones. Varios uniformados cayeron heridos por las primeras ráfagas de ametralladora, pero el grueso de los militares logró resguardarse del ataque en los contornos selváticos del caserío, donde tomaron posiciones. Desde sus improvisadas trincheras en los árboles, arbustos y vegetación agreste, los uniformados trataron de repeler el ataque con sus fusiles de dotación, durante al menos dos horas.
Transcurridas 2 horas de combate, una parte de los soldados permanecía en sus posiciones aunque ya estaban totalmente rodeados. Los guerrilleros lanzaron entonces un nuevo asalto y emplearon granadas de fragmentación y de mortero para doblegar a los sobrevivientes que resistían en sus trincheras; el comandante de la patrulla se vio obligado a solicitar apoyo aéreo y terrestre; pero la ayuda no llegó y la suerte quedó echada. Agotadas las municiones, muchos de los uniformados murieron en ese momento, quedando totalmente desfigurados y desmembrados por las explosiones.
Después del ataque con granadas y morteros, los soldados sobrevivientes salieron de sus puestos de defensa y se internaron en la selva para escapar de los subversivos que coparon sus posiciones. En ese momento, los guerrilleros soltaron al menos una veintena de perros doberman para localizar a los militares heridos, mientras requisaban a los muertos y se apoderaban del material de guerra. En efecto, varios de los soldados muertos presentaban huellas de mordidas de animal en distintas áreas del cuerpo, como el caso del soldado Abel Saavedra Gutiérrez quien perdió la cabeza y los glúteos.
Solo once horas más tarde, los refuerzos llegaron a la zona, cuando de 2 helicópteros desembarcaron tropas de la Brigada No 2. Los subversivos ya se habían retirado del área, pero las unidades de apoyo se encontraron con un dantesco escenario: algunos de los cuerpos mutilados eran devorados por cerdos. Los 2 militares heridos y los que salieron ilesos fueron rescatados y llevados a San José del Guaviare, mientras se realizaban las labores del levantamiento de cuerpos. En los combates también murió un civil y según datos suministrados por el Ejército Nacional al menos una treintena de subversivos.
El 7 de septiembre, el Ejército Nacional traslado a bordo de un avión Hércules los cadáveres de los militares muertos hasta Bogotá, desde donde fueron remitidos a sus lugares de origen en Tolima, la Costa Caribe, eje cafetero y Valle del Cauca.

## Personal asesinado
- Sargento segundo William Morales Barrera
- Cabos Javier León Araba y José Zambrano Pérez
- Soldados Profesionales: Fernando Márquez Oviedo, Nelson Darío Uribe Caro, Sergio Andrés Estrada Ramírez, Elkin de Jesús Duarte Uribe, Adrián Alfonso Escorcia Martínez, Roberto Malo Granadillos, Rodrigo Antonio Garcés Echavarría, Hernán Ortiz Villa, Jaime Garcés Loaiza,  Álvaro Alcázar Gómez, José Ignacio Gómez, Samuel Gómez Timote, Abel Saavedra Gutiérrez, Derlin Díaz Saavedra, Holmes Herrera Ecarria, Emilio Niño Vargas, Gerardo Alberto Vargas Castillo, Javier Ramírez Saldarriaga, José Arley Toro López, José Juvenal Rodríguez Álvarez y Milton Eduardo Rojas Hernández.